# House of Angostura
House of Angostura ist ein trinidadischer Hersteller von Spirituosen und Cocktailbittern. Die Firma wurde 1830 gegründet und gehört heute zum trinidadischen Mischkonzern CL Financial.

## Geschichte

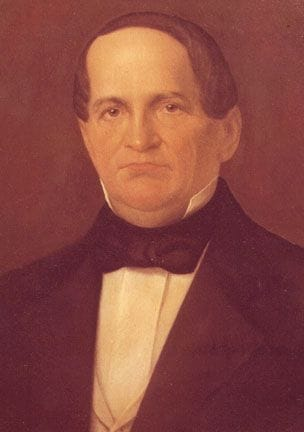
Johann Gottlieb Benjamin Siegert (vor 1870)

Um 1820 war der Deutsche Johann Gottlieb Benjamin Siegert im venezolanischen Angostura (heute Ciudad Bolivar) als Generalstabsarzt in der Armee von Simón Bolívar tätig, der in den südamerikanischen Unabhängigkeitskriegen die spanischen Kolonialherren bekämpfte. Siegert experimentierte mit lokalen Kräutern und Pflanzen, um für die Truppen ein Mittel zur Appetitanregung und zur Verbesserung der Verdauung zu finden. 1824 mündete seine Arbeit in einem von ihm „Amargo Aromatico“ (auf Deutsch etwa aromatischer Bitter) benannten Tonikum, das in der Folge allerdings unter dem Namen „Angostura Bitter“ zu einem populären Würzmittel wurde.
1830 gründete Siegert eine Firma für die gewerbliche Produktion des Bitters, den er mittlerweile in das nahegelegene Trinidad sowie nach England exportierte. Der Firmenname wird oft, aber fälschlicherweise auf den Angosturabaum zurückgeführt, dessen Rinde in Nachahmerprodukten des Angosturabitters enthalten ist. Tatsächlich fußte der Firmenname schlicht auf dem Sitz der Firma. 1850 gab Siegert seine militärische Tätigkeit auf, um sich auf die Produktion und Vermarktung seines Bitters zu konzentrieren. Siegert starb 1870, und das Geschäft ging auf seine Söhne Carlos und Alfredo über, die die Firma in „Dr. J.G.B Siegert & Hijos“ umbenannten, 1876 wegen der unsicheren innenpolitischen Lage Venezuela verließen und die Firma nach Trinidad verlagerten. Ihr jüngerer Bruder Luis folgte ihnen und trat in das Geschäft ein. Die Geschäftsräume befanden sich ursprünglich im Stadtteil Downtown am Marine Square (dem heutigen Independence Square) und wurden dann einen Block weiter in die George Street verlagert. 1888 ließen die Siegerts außerdem durch den bedeutendsten trinidadischen Architekten des 19. Jahrhunderts, George Brown, ein repräsentatives Wohnhaus an der Queen’s Park Savannah errichten.
Wurden zu Beginn der Geschäftstätigkeit in Trinidad noch 720 Hektoliter Bitter nach Europa und in die Vereinigten Staaten exportiert, so waren dies 1897 bereits 1575 Hektoliter. Die Firma war mit Ständen auf der World’s Columbian Exposition in Chicago und einer ähnlichen Ausstellung im Londoner Crystal Palace vertreten. Die Siegerts stiegen zu einer sozial bedeutenden Familie auf, kauften mehrere Zuckerrohrplantagen auf und wandelten einen Teil des nahe der Hauptstadt Port of Spain gelegenen Landes gewinnbringend in ein Wohngebiet, den heutigen Stadtteil Woodbrook, um. Noch heute sind dort sieben Straßen nach Angehörigen der Familie Siegert benannt.
Carlos und Luis Siegert starben 1903 bzw. 1905. Alfredo Siegert führte die Geschäfte alleine weiter, investierte aber unglücklich, so dass die Firma in finanzielle Schieflage geriet und 1909 externe Investoren hinzugezogen werden mussten; die Firma ging an die Börse und firmierte in „Angostura Bitters Ltd.“ um. 1919 starb Alfredo Siegert in relativer Armut, und die Firma ging an den Mehrheitseigner Gordon Grant and Co. Siegerts Neffe Alfredo Gallo verblieb als Direktor in der Firma, da er als einziger das Familienrezept kannte.
1949 wurde mit der Tochterfirma Trinidad Distillers Ltd. das heutige Kerngeschäft Rumproduktion gestartet. Die Investition in eine Gin-Marke ruinierte das Unternehmen fast. Um den Verkauf der als nationale Institution angesehenen Firma ins Ausland zu verhindern, kaufte die Kolonialregierung sie auf, installierte eine übergeordnete Holding (Siegert Holdings Ltd.) und besetzte die Leitung mit Unternehmensangehörigen. Als Geschäftsführer kehrte mit Robert Siegert ein Urenkel des Firmengründers in das House of Angostura zurück.
In der zweiten Hälfte des 20. Jahrhunderts expandierte Angostura stark, auch ins Ausland, insbesondere in die Vereinigten Staaten und nach Kanada. 1973 kaufte die Firma den trinidadischen Konkurrenten Fernandes Distillers auf, verkaufte die teils preisgekrönten Fernandes-Rums aber weiter unter ihren bewährten Namen. In den 1970er-Jahren zog die Firma außerdem aus der Innenstadt von Port of Spain an ihren heutigen Firmensitz an der Eastern Main Road am östlichen Stadtrand. 1997 wurde Angostura durch den trinidadischen Finanzkonzern CL Financial gekauft. In der Folge diente die Firma als Holding, unter deren Dach die Mutterfirma CL Financial zugekaufte Brennereien in Amerika und Europa vereinte, beispielsweise die jamaikanische Appleton Estate oder die US-amerikanische MGP Distillery. Die letzte andere verbliebene Rumbrennerei Trinidads, die Rumsparte von Caroni (1975) Limited, wurde 2001 durch CL Financial aufgekauft und dem House of Angostura eingegliedert. Dieses Geschäft wurde seitens der Regierung gegen Proteste aus der Bevölkerung durchgesetzt, obwohl mehrere Gewerkschaften gemeinsam ein höheres Angebot für die Brennerei abgegeben hatten.  Durch die Weltfinanzkrise ab 2007 geriet CL Financial in Liquiditätsprobleme und wurde 2009 vom trinidadischen Staat übernommen. Innerhalb des CL-Financial-Konzerns hatte auch das House of Angostura einen hohen Schuldenberg aufgetürmt, konnte sich aber durch Sparmaßnahmen und den Verkauf von Brennereien und Abfüllanlagen selbst aus der misslichen Finanzlage befreien. 2018 kündigte die trinidadische Zentralbank an, die Angostura-Mutterfirma CL Financial an den barbadischen Finanzinvestor Sagicor Financial zu verkaufen. Auf dem Rechtsweg ausgetragene Streitigkeiten der Anteilseigner verhindern seitdem einen Fortschritt.
Die Angostura-Rums gewannen bei Wettbewerben zahlreiche Preise, so bei der International Wine and Spirit Competition oder beim Internationalen Spirituosenwettbewerb. Ende 2016 geriet das House of Angostura allerdings in einen Skandal, als nach internen Ermittlungen die Information an die Öffentlichkeit gelangte, dass die Firma in großem Stil Rum aus Kuba und Südamerika aufgekauft und ohne einen nennenswerten Veredelungsprozess als eigenen Edelrum weiterverkaufte. Zur selben Zeit stand die Firma bereits im Fokus der Medien, weil eine Angestellte der Firma den damaligen Vorstandsvorsitzenden wegen sexueller Belästigung angezeigt hatte. 2013 erlangte das House of Angostura Medienaufmerksamkeit durch die Markteinführung des „teuersten Rums der Welt“, des Angostura Legacy für 25.000 US-Dollar pro Flache.

## Marken
- Amaro di Angostura: Kräuterlikör, 35 % vol
- Angostura 1787: Brauner Blended Rum, 15 Jahre gereift, 40 % vol
- Angostura 1824: Brauner Blended Rum, 12 Jahre gereift, 40 % vol
- Angostura 1919: Brauner Blended Rum, 8 Jahre gereift, 40 % vol
- Angostura 5 Year Old: Brauner Blended Rum, 5 Jahre gereift, 40 % vol
- Angostura 7 Year Old: Brauner Blended Rum, 7 Jahre gereift, 40 % vol
- Angostura Aromatic Bitters: Cocktailbitter
- Angostura LLB: Limonade mit Cocktailbitter
- Angostura Orange Bitters: Cocktailbitter
- Angostura Rum Punch: Mischgetränk auf Rumbasis, 21 % vol
- Angostura Rum Punch Mango: Mischgetränk auf Rumbasis, 21 % vol
- Angostura Rum Punch Pina Colada: Mischgetränk auf Rumbasis, 21 % vol
- Angostura Rum Punch Watermelon: Mischgetränk auf Rumbasis, 21 % vol
- Angostura Reserva: Weißer Rum, 3 Jahre gereift, kohlegefiltert, 37,5 % vol
- Angostura Single Barrel Reserve: Brauner Blended Rum, fünf Jahre gereift, 40 % vol
- Blu: Wodka
- Fernandes Black Label: Brauner Rum, 43 % vol
- Fernandes Cherry Brandy: Kirschlikör, 12 % vol
- Forres Park Puncheon Rum: Weißer Puncheon-Rum mit 75 % vol
- Mokatika: Kaffeelikör
- Royal Oak: Brauner Blended Rum 5–7 Jahre gereift, 43 % vol
- White Oak: Weißer Blended Rum, drei Jahre gereift, 40 % vol

### Historische Marken
- Carypton: Verzehrfertiger Cocktail aus Rum, Limettensaft, Zucker und Bitter, Basis für den Cocktail Green Swizzle, frühes 20. Jahrhundert[18]
- Siegert's Bouquet: Rum, 1890 – Mitte 20. Jahrhundert[5]

## Galerie

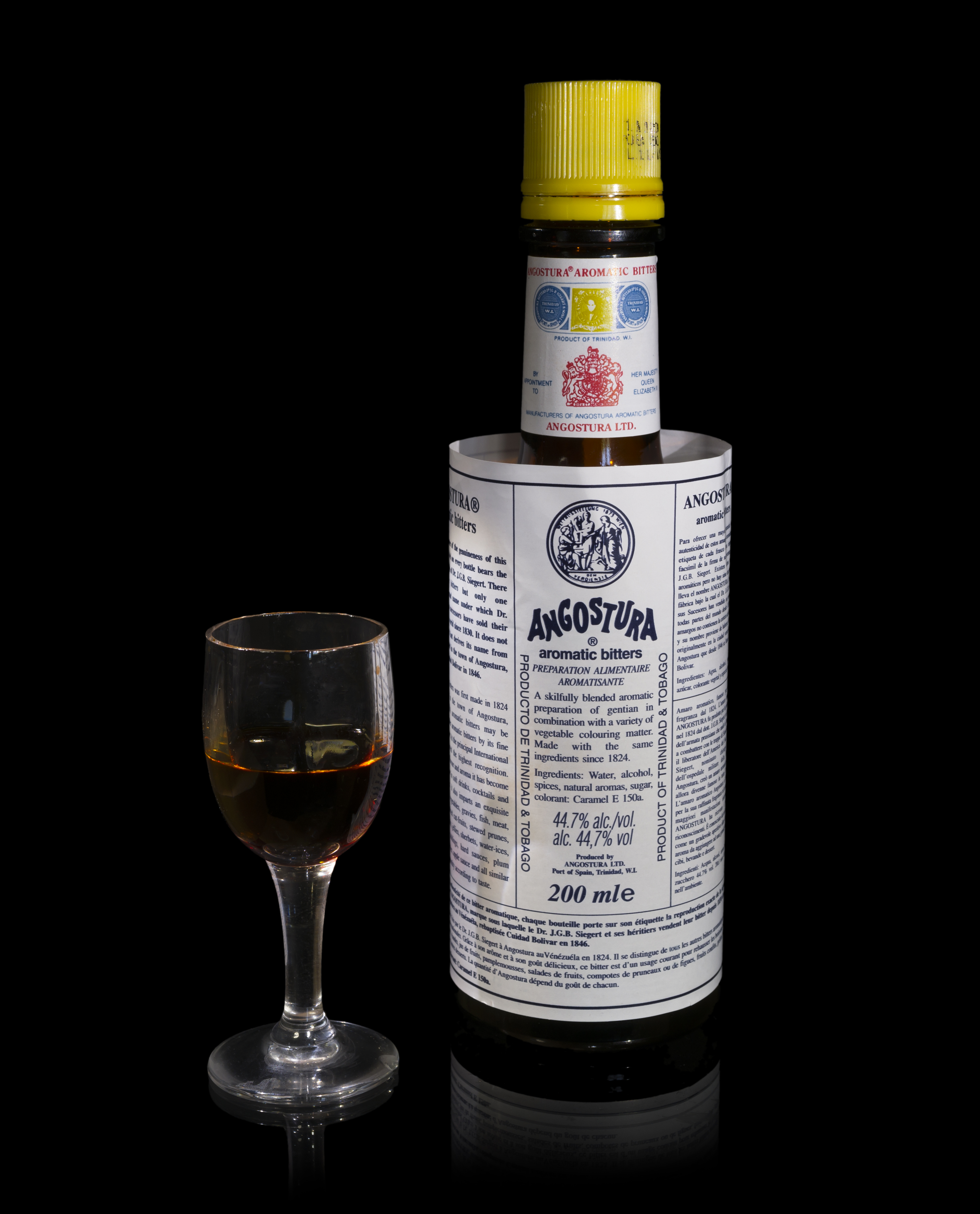
Bitter
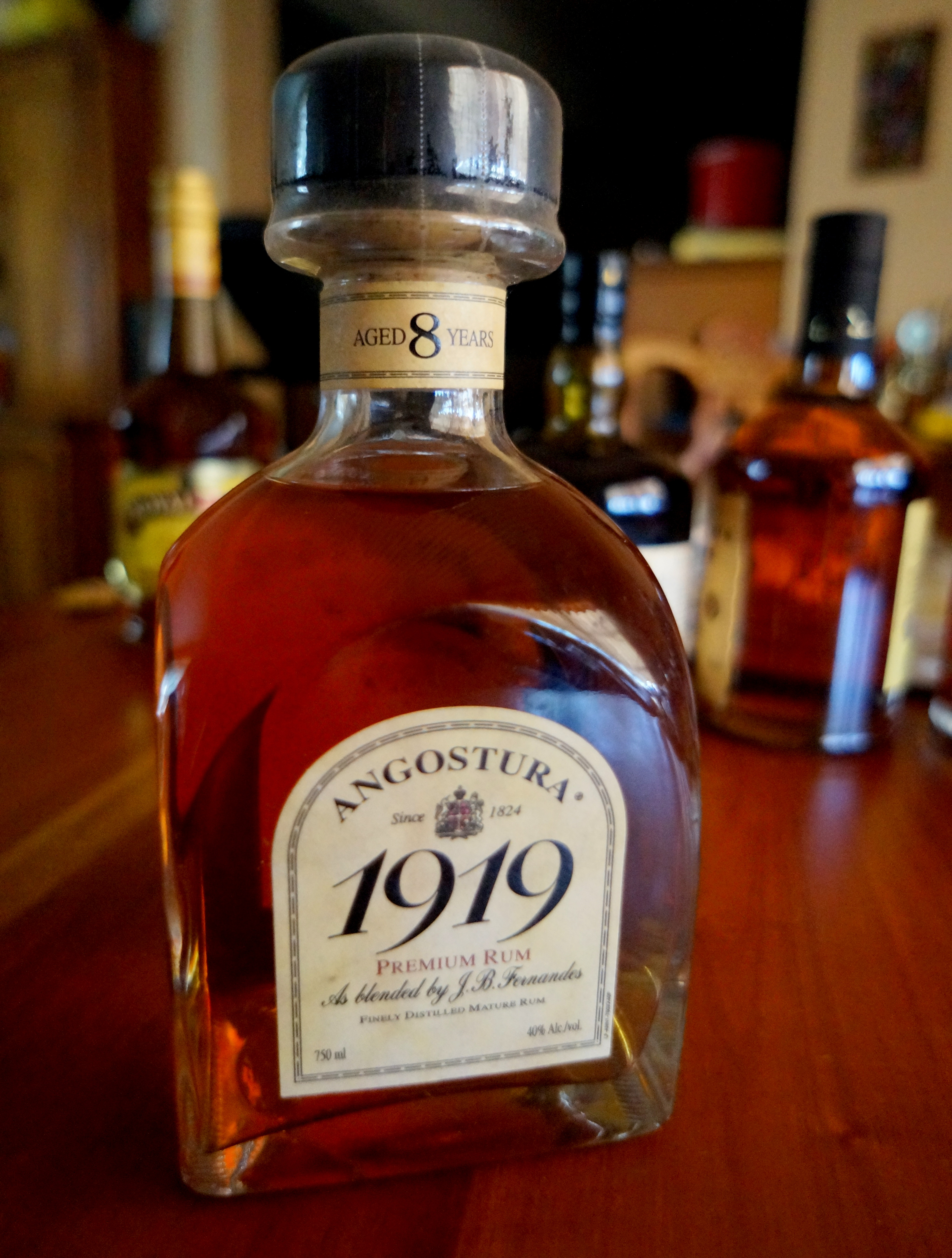
1919-Rum